# Кононенко, Даниил Андреевич
Даниил Андреевич Кононенко (1 января 1942, Ребедайловка, Кировоградская область — 15 января 2015, Симферополь) — советский и украинский поэт, переводчик, публицист. Член Национального Союза писателей Украины (1979). Заслуженный деятель искусств АРК (2000), заслуженный журналист Украины.

## Биография
Родился 1 января 1942 года в селе Ребедайловка, Каменского района, Черкасской области. Окончил среднюю школу в селе (ныне город) Каменка. Дебютировал в 1958 году в газете «Черкаская правда». Высшее образование получил в Симферопольском педагогическом институте, который закончил в 1970 году.
Работал в областной газете «Крымская правда» в 1965—1972 годах. Редактор художественной литературы издательства «Таврия» в 1972—1978 годах. Директор Симферопольского клуба писателей в 1978—1983 годах.
Д. Кононенко был одним из основателей в 1992 году единственной на тот момент украиноязычной газеты в автономии «Крымская светлица», возглавлял в ней отдел литературы и искусства. Шеф-редактор приложение к «Крымской светлице», детской газеты «Родничок» и журнала "Йылдызчыкъ—Зірочка" . Заместитель председателя Крымского общества «Україна-Світ». Многие годы возглавлял Крымскую организацию Национального союза писателей Украины.
Д. Кононенко — один из организаторов Общества украинского языка в Крыму, был первым его председателем. Член совета Национального Союза писателей Украины, заместитель председателя Крымского республиканского общества «Украина», член правления Всекрымского общества «Просвита» имени Тараса Шевченко.
Проживал и умер в Симферополе. Похоронен на кладбище Абдал.

## Творческое наследие
- «Источник» (1972)
- «На весеннем берегу» (1979)
- «Цветущий подсолнух оркестр» (1982)
- «Из любви и добра» (1989)
- поэтическая антология «Люблю тебя, мой Крым!» (первое издание 1988 года в издательстве «Таврия», второе, значительно переработанное и дополненное — В 2008 году в издательстве «Доля»[1].

Переводчик на украинский язык: с белорусского — стихи Петруся Бровки, Г. Буравкина, Максима Танка, С. Граховского, проза В. Быкова, В. Короткевича, Т. Бондарь, В. Некляева, Л. Аробей; с русского — стихи Л. Мартынова, В. Орлова, М. А. Брауна, Г. Петникова, В. Басырова и многих других. Также переводил с грузинского, таджикского, армянского, венгерского.
В 2016 году в Симферополе вышла посвященная памяти Д. Кононенко книга «Эту землю я любил…». В нее вошли воспоминания о поэте его друзей, знакомых, коллегах по перу как из Крыма, так и из других регионов, некоторые стихи, фотографии из семейного и редакционного архивов и библиографическая справка.
В 2020 году в Симферополе за счет семьи поэта была издана книга избранных стихов «Жизнь моя, кланяюсь я тебе…», куда вошли работы из пяти его поэтических сборников, изданных в предыдущие годы, а также стихи, опубликованные в газете «Крымская светлица». Последний раздел составляют поэтические переводы Кононенко с крымскотатарского, белорусского, русского и других языков.

## Награды
За вклад в возрождение украинской культуры в Крыму Данило Кононенко удостоен литературной премии имени Степана Руданского АР Крым (1994).
Ему было присуждено звание Заслуженного деятеля искусств Автономной Республики Крым (2000).

## Литературный конкурс им. Данило Кононенко
С февраля по апрель 2016 проводился литературный конкурс им. Данило Кононенко «Мы дети твои, Украина!», цель которого — поиск и награждение молодых авторов. Награждение прошло 29 апреля в Киеве в Театре на Подоле. Конкурс проводился в трех номинациях: поэзия (победитель Дарья Плитник), проза (победитель Роман Бабий), публицистика (победитель Диана Ахметова). Гран-при конкурса получила Илона Котовщик.